# Бензолсульфамид
Бензолсульфамид (бензолсульфонамид, бензолмоносульфамид) — органическое соединение, амид бензолсульфокислоты. Представляет собой бесцветные, плохо растворимые в воде кристаллы.

## Получение
Основным лабораторным способом получения является взаимодействие бензолсульфохлорида с водным раствором аммиака. К последнему (концентрация аммиака равна 20—25%) при температуре не выше 20 °C, постоянно перемешивая, постепенно добавляют бензолсульфохлорид, причём в таком количестве, чтобы мольное соотношение бензолсульфохлорида и аммиака в реакционной смеси составляло 1:3. Затем раствор нагревают до 70 °C и оставляют на час. Бензолсульфамид, который успел образоваться, отфильтровывают, промывают водой для удаления хлорида аммония, после чего высушивают. При соблюдении данной методики выход необходимого соединения составляет ~95%. Примесью в продукте является непрореагировавший бензолсульфохлорид. В рассматриваемом способе протекает следующая реакция:
{\displaystyle {\ce {C6H5SO2Cl + 2NH3 -> C6H5SO2NH2 + NH4Cl}}}
Другим способом получения бензолсульфамида является взаимодействие бензолсульфохлорида с карбонатом аммония при температуре 70—90 °C:
{\displaystyle {\ce {C6H5SO2Cl + (NH4)2CO3 ->[70-90^oC] C6H5SO2NH2 + NH4Cl + CO2 ^ + H2O}}}

## Физические свойства
Бензолсульфамид представляет собой кристаллическое бесцветное вещество. Слабо растворим в воде (0,43 г/100 мл), умеренно растворим в уксусной кислоте, хорошо растворяется в горячем спирте и эфире, практически не растворяется в хлороформе, бензоле, лигроине.
Дипольный момент бензолсульфамида при 20 °C равен 17,3·10-30 Кл·м в диоксане и 15,82·10-30 Кл·м в бензоле.

## Химические свойства
- Бензольсуфамид является слабой кислотой. Так, он образует соли с основаниями[5]:

{\displaystyle {\ce {C6H5SO2NH2 + NaOH -> C6H5SO2NHNa + H2O}}}
- Медленно гидролизуется щелочами, очень легко — минеральными кислотами:

{\displaystyle {\ce {C6H5SO2NH2 + H2O + HCl -> C6H5SO3H + NH4Cl}}}
- В концентрированной серной кислоте взаимодействует с нитритом натрия, выделяя азот и превращаясь в бензолсульфокислоту:

{\displaystyle {\ce {2C6H5SO2NH2 + 2NaNO2 + H2SO4 -> 2C6H5SO3H + 2N2 ^ + Na2SO4 + 2H2O}}}
- В водном растворе щёлочи реагирует с хлором и бромом, а также с гипогалогенидами щелочных и щелочноземельных металлов с образованием солей N-галогенбензолсульфамидов:

{\displaystyle {\ce {C6H5SO2NH2 + Br2 + 2NaOH -> [C6H5SO2NBr]Na + 2H2O + NaBr}}}
- В присутствии уксусной кислоты вступает в подобные реакции с образованием N,N-дихлорбензолсульфамидов:

{\displaystyle {\ce {C6H5SO2NH2 + 2Br2 -> C6H5SO2NBr2 + 2HBr}}}
- С бензоилхлоридом при температуре 140 °C образует бензоилбензолсульфамид:

{\displaystyle {\ce {C6H5SO2NH2 + C6H5COCl -> C6H5CONHSO2C6H5 + HCl}}}
- С солями диазония на холоде образует арилазиды в избытке гидроксида калия и сульфанилтриазены в нейтральной среде:

{\displaystyle {\ce {C6H5SO2NH2 + ArN2Hal + KHal -> ArN3 + C6H5SO2H + KHal + H2O}}} {\displaystyle {\ce {(Hal = Cl, Br, I)}}}
{\displaystyle {\ce {C6H5SO2NH2 + ArN2Hal -> ArN=N-NHSO2C6H5 + HHal}}}
- С сульфохлоридами в водном растворе щёлочи образует несимметричные дисульфимиды:

{\displaystyle {\ce {C6H5SO2NH2 + RSO2Cl + NaOH -> C6H5SO2NHSO2R + NaCl + H2O}}}
- Качественной цветной реакцией на бензолмоносульфамид, как и на другие бензолсульфамиды, является образование тёмных кристаллов при смешении с 2,5%-ным раствором гидроксида калия, а затем с раствором иода и иодида калия[4].

## Применение
Бензолмоносульфамид является исходным веществом для синтеза монохлорамина Б — вещества, обладающего антисептическим и дезодорирующим действием, а также дихлорамина Б — хлорирующего, дезинфицирующего и дегазирующего средства. Производные бензолсульфамида используются для получения монохлорамина ХБ и монохлорамина Т.
Алкилбензолсульфамиды также являются пластификаторами. А производные бензолсульфамида, содержащие в бензольном кольце группы NH2 — промежуточные продукты в производстве различных сульфамидных препаратов, оптических отбеливателей и азокрасителей. К примеру, сульфаниламин (бензолсульфамид с NH2-группой в пара-положении) является белым стрептоцидом, который активно применяется в качестве противомикробного средства.

## Безопасность
Бензолсульфамид — умеренно токсичное вещество. При длительном контакте с кожей проявляет слабое кожно-резорбтивное действие. Обладает кумулятивным действием, а потому представляет опасность хронических отравлений. Является политропным ядом по характеру воздействия.
ПДК паров в воздухе рабочей зоны производственных помещений составляет 1,5—2,0 мг/м3, ПДК в воде водных объектов хозяйственно-питьевого и культурного бытового водопользования составляет 6 мг/л.